# Nuno Peres de Lara
Nuno Peres de Lara (em castelhano: Nuño Pérez de Lara; m.1177 em Cuenca) foi um rico-homem de Castela pertencente à poderosa Casa de Lara, filho de Pedro Gonçalves de Lara e de Eva. Nasceu em 1110 numa das famílias mais poderosas de Leão e Castela. Era um descendente do imperador Carlos Magno através de seu pai e neto do Conde de Lara Gonzalo Muñoz (criador da família Lara).
Foi casado com a filha de D. Teresa de Leão e pai de Gonzalo Nuñez de Lara casado com Maria Díaz de Haro.